# Symfonie nr. 11 (Harris)
Roy Harris voltooide zijn Symfonie nr. 11 in 1967.
Harris kreeg de opdracht voor dit werk van de New York Philharmonic Society ter viering van het 125-jarig bestaan van het New York Philharmonic. In eerste instantie wilde Harris een stuk schrijven in het genre prelude en fuga, genaamd War and Peace, maar zag daar later van af. Hij wilde een meer persoonlijk document afleveren en kwam met deze symfonie, die wel hetzelfde thema behandelt. Het was de tijd van de Oorlog in Vietnam en Harris kon die en andere oorlogen maar niet bevatten; hij begreep de inhumane behandeling van de medemens niet. De persoonlijke symfonie is geschreven in één deel, maar valt in twee secties uiteen; tussen de secties zit een generale rust. Het werk dat is opgedragen aan zijn vrouw Johanna Harris, een pianiste, begint, wellicht vanwege dat feit en het feit dat Harris zelf ooit aan de piano begon, met een introductie van een piano solo. Vervolgens ontrolt zich een uiterst onrustig, gewelddadig, gefrustreerd en bang klinkend eerste gedeelte. Het gedeelte wordt steeds donkerder van klank door het veelvuldig gebruik van muziekinstrumenten uit het lage register. Dat gedeelte wordt afgesloten door een hevige dissonant waaruit alleen de pianostem overblijft. Na de kleine pauze komt een veel rustiger deel, dat de optimistische geest van Harris de vrije ruimte geeft. Ook dit deel wordt afgesloten met een pianostem in het slotakkoord.
Harris dirigeerde zelf de eerste uitvoering op 8 februari 1968 met het NYP. Meningen waren verdeeld, met name de kwaliteiten van Harris als dirigent. De elfde symfonie bleek een van de symfonieën, die daarna het minst werden uitgevoerd.

## Orkestratie
- 1 piccolo, 2 dwarsfluiten, 2 hobo’s, 1 althobo, 2 klarinetten, 1 basklarinet, 3 fagotten, 1 contrafagot
- 6 hoorns, 4 trompetten, 3 trombones, 1 bastrombone, 2 tuba’s;
- pauken, percussie, harp, piano;
- violen, altviolen, celli, contrabassen

## Discografie
- Uitgave Albany Records: Sinfonia Varsovia onder leiding van Ian Hobson, een opname uit 2008